# Аптрякова
Аптря́кова — деревня в Нязепетровском районе Челябинской области России. Входит в состав Гривенского сельского поселения. Находится на правом берегу реки Суроям, примерно в 34 км к юго-юго-востоку (SSE) от районного центра, города Нязепетровск, на высоте 389 метров над уровнем моря.

## Население
| 2002 | 2010 |
| ---- | ---- |
| 263  | ↘201 |

По данным Всероссийской переписи, в 2010 году численность населения деревни составляла 201 человека (95 мужчин и 106 женщин).
Национальный состав: по данным Всероссийской переписи населения (2002 год) - Татары - 62%. 
Башкиры - 36%

## Улицы

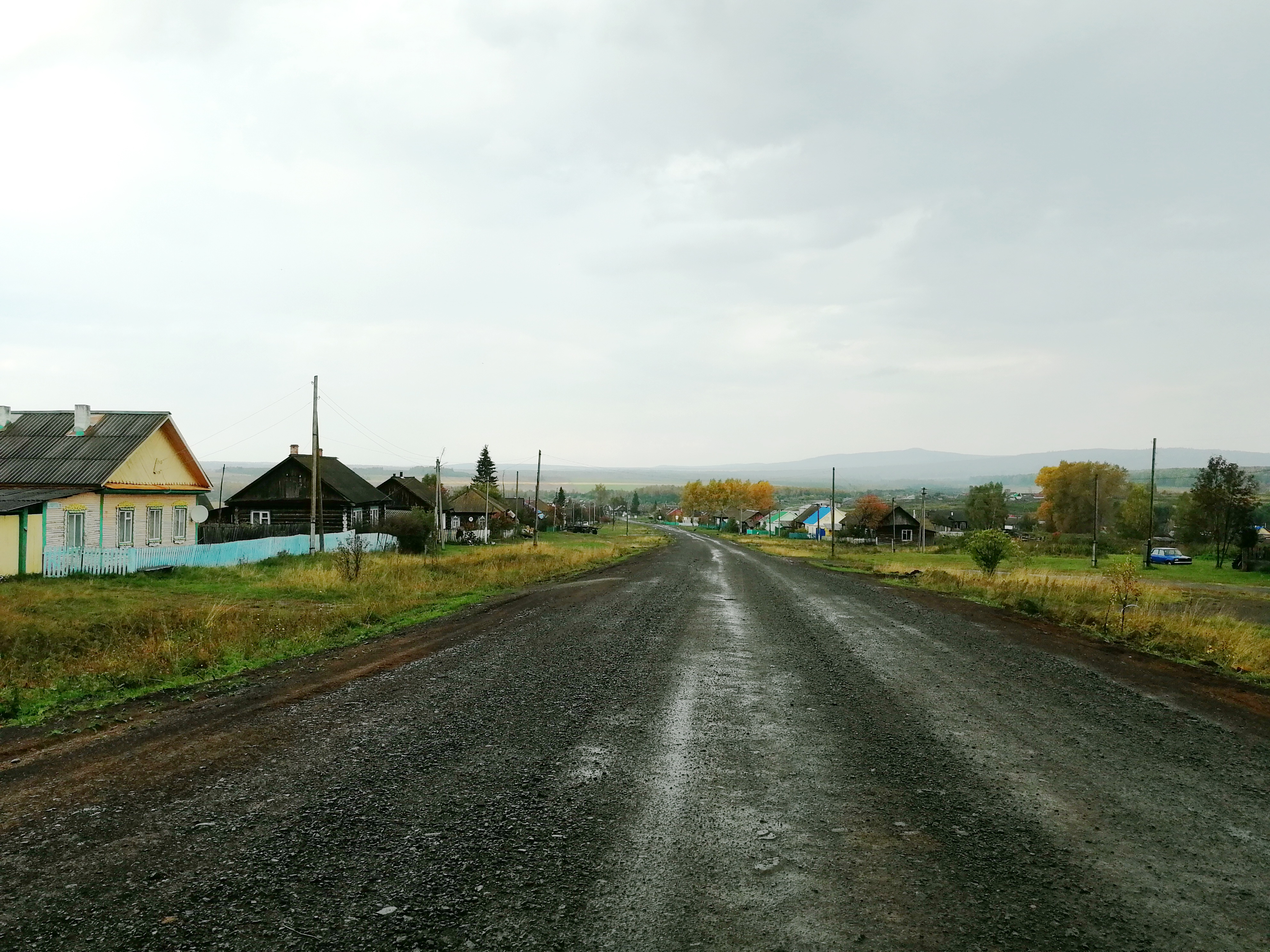
улицы осенью 2019

Уличная сеть деревни состоит из 3 улиц:
- Заречная
- Набережная
- Победы

## Инфраструктура
- Клуб